# Col de Landoz-Neuve
Le col de Landoz-Neuve est un col situé en France dans le massif du Jura et dans le département du Doubs, sur la commune de Sarrageois. À une altitude de 1 260 mètres, il se trouve non loin de la frontière franco-suisse. La route D389 qui l'emprunte relie Mouthe aux Charbonnières.
Le col est signalé par un panneau à mi-chemin des chalets d'alpage de la Vieille Landoz et de la Landoz Neuve dont il reprend le nom.

## Situation
Il relie le val de Mouthe en France à la vallée de Joux en Suisse à travers la forêt du Risoux et constitue un axe important pour les pendulaires frontaliers.
En période hivernale, la route est déneigée et constitue alors le seul passage vers la Suisse dans ce secteur situé entre la RN5 à 15 km au sud-ouest et la RN57 à 10 km au nord-est. En été, un autre passage est possible entre Bellefontaine et Bois d'Amont.

## Hydrographie
Le col est situé sur la ligne de partage des eaux entre le Rhône et le Rhin. Au sud, les eaux de la vallée de Joux rejoignent l'Orbe dans le bassin versant du Rhin. Au nord, le val de Mouthe donne naissance au Doubs qui rejoint le Rhône.